# Maarten ’t Hart
Maarten ’t Hart född 25 november 1944 i Maassluis, Nederländerna, är en nederländsk författare. 
Hart studerade biologi vid universitetet i Leiden och har arbetat som etolog. Han debuterade 1971 med romanen Stenen voor een ransuil.